# DAC

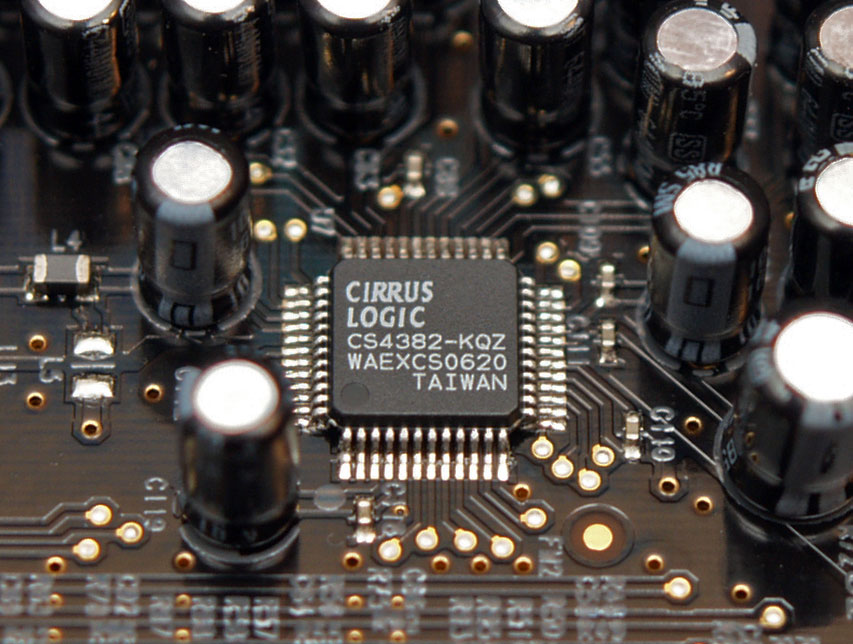
DAC 8 kênh Cirrus Logic CS4382 trong soundcard.

DAC hay Mạch chuyển đổi số ra tương tự, hay Digital-to-analog converter, là linh kiện bán dẫn thực hiện chuyển đổi dữ liệu kỹ thuật số (thường là nhị phân) thành tín hiệu tương tự thường là điện áp.
Nó hoàn nguyên tín hiệu tương tự từng được số hóa bởi ADC.

## Nguyên lý hoạt động

Biến đổi DAC 8 bit

Thông thường thì chuyển đổi DAC thực hiện bằng mảng điện trở, với số ngõ vào tương ứng với số bit của số liệu, và một ngõ ra. Giá trị điện trở được chọn tương ứng với bậc của bit số, để tạo ra trọng số biến đổi, sao cho khi điện áp vào ở mức logic quy định thì phần của bit đó góp vào điện áp tổng đúng như bậc của bit đó. Kết quả là ở ngõ ra có mức điện áp tương ứng với giá trị số của ngõ vào.
Do có sơ đồ đơn giản, chuyển đổi DAC bằng mảng điện trở có thể làm việc ở tần số tương đối cao.
Dẫu vậy trong thực tế thì chế tạo được mảng điện trở chính xác và ổn định cao là khó khăn về công nghệ. Nó dẫn đến giá thành mảng cao. Vì thế chip DAC thường bố trí ghép kênh, mảng điện trở thực thi biến đổi cho nhiều đường tín hiệu. Ví dụ chip Cirrus Logic CS4382 là DAC 8 kênh, và trong ứng dụng soundcard thì sử dụng 2 đường.

## Các đặc trưng hoạt động

Hoàn nguyên DAC, cần đến bộ lọc làm trơn để cho ra tín hiệu (đường màu xám)

Kết quả DAC là tín hiệu có từng bậc, nên cần có bộ lọc làm trơn để lọc bỏ các hài tần cao.

## Ứng dụng
Hiện nay thì ứng dụng chủ yếu của DAC là hoàn nguyên tín hiệu trong các thiết bị âm thanh, từ các dàn của công nghiệp giải trí đến máy tính, điện thoại di động, PDA,... Ngoài ra nó được dùng trong các thiết bị y tế, thí nghiệm,... có bộ điều khiển dạng số (máy tính hoặc vi xử lý) để phát điện áp theo mức xác định vào đối tượng thí nghiệm.
DAC còn là thành phần của ADC dấu phảy động, có thể ráp rời hoặc chế sẵn thành chip. Tín hiệu được đưa qua tiền khuếch đại có một modul DAC điều chỉnh hệ số khuếch dạng nhị phân, sao cho tín hiệu ra nằm trong dải động của ADC chính. Những DAC này có bậc bit thấp, cỡ 2 đến 4.